# Semjon Michajlovič Buďonnyj
Semjon Michajlovič Buďonnyj (rusky Семён Миха́йлович Будённый; 13. dubnajul./ 25. dubna 1883greg. Platovskaja, Ruské impérium, dnes v Rostovské oblasti – 26. října 1973 Moskva) byl sovětský vojevůdce a maršál Sovětského svazu. Je znám jako hrdina ruské občanské války, v níž velel 1. jízdní armádě. Působil jako velitel i za druhé světové války, kdy však pro své zaostalé názory a postupy zcela pohořel a byly mu dále svěřovány spíše čestné funkce.

## Život

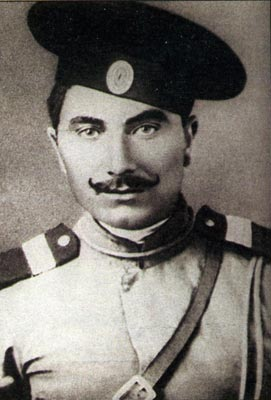
Buďonnyj v roce 1912

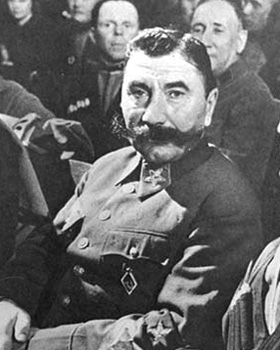
Buďonnyj během soudu s Tuchačevským

Narodil se ve vesnici Kozjurino v chudé rolnické rodině, původem z Ukrajiny. V mládí pracoval v dělnických profesích, roku 1903 byl odveden ke 43. kozáckému pluku a sloužil v Mandžusku. V roce 1907 studoval Vyšší důstojnickou jezdeckou školu v Petrohradu, kde se účastnil poddůstojnického kurzu pro cvičitele koní, což hrálo v jeho další kariéře velkou roli. Po vypuknutí první světové války Buďonnyj bojoval nejprve v Evropě, později v Persii proti turecké armádě. Po říjnové revoluci vstoupil do řad vznikající Rudé armády, kde se postupně vypracoval na velitele 1. jízdní armády. V jejím čele dokázal porazit Děnikinovo jezdectvo a obsadit Krym, ale v roce 1920 utrpěl porážku u Zamoscie při tažení do Polska.
V lednu 1922 byl jmenován zástupcem velitele Severokavkazského vojenského okruhu, v srpnu 1923 se pak stal zástupcem hlavního velitele ozbrojených sil pro jezdectvo a od dubna 1924 působil ve funkci inspektora jezdectva. V roce 1932 absolvoval Frunzeho vojenskou akademii. V listopadu 1935 se stal prvním maršálem Sovětského svazu, spolu s Michailem Tuchačevským, Klimentem Vorošilovem, Alexandrem Jegorovem a Vasilijem Bljucherem a byl jmenován velitelem Moskevského vojenského okruhu. Období stranických a armádních čistek v letech 1937–38 přežil jako blízký Stalinův přítel bez obtíží, roku 1938 byl jmenován členem sovětské Hlavní vojenské rady. V době čistek také neblaze proslul jako člen vojenského tribunálu, který „soudil“ maršála Tuchačevského a 7 dalších vysoce postavených sovětských důstojníků. Tehdy i projevil své nedostatečné vzdělání ohledně moderního vojenství, když prohlásil: „Tuchačevského návrhy zavést ve velkém měřítku tanky do Rudé armády by pro nás byly velkou pohromou!“ Když Sovětský svaz napadl Finsko, stal se jedním z předních velitelů sovětských jednotek; jeho velení je považováno za jeden z důvodů katastrofálních výsledků Rudé armády v zimní válce, jelikož nedokázal vůbec pochopit moderní válečnictví, teorii ani praxi. V roce 1940 byl jmenován do funkce prvního náměstka lidového komisaře obrany, v témže roce se stal členem Ústředního výboru Komunistické strany Sovětského svazu.
Po napadení Sovětského svazu nacistickým Německem v roce 1941 se stal členem moskevského Hlavního stanu, kde byl ustaven jako velitel armádních záloh. 10. července 1941 byl jmenován velitelem nově vytvořeného Západního frontu a krátce nato pak velitelem jihozápadního strategického směru. Zde se ukázala jeho neschopnost reagovat na rychlé německé útoky a přizpůsobit se novým formám boje. I když měla jeho vojska nad nepřítelem na Ukrajině početní převahu (nicméně adekvátní techniku – tanky T-26, BT-7, BT-7M a T-28), nedokázala postupující Němce zastavit (byť to byla spíše chyba velitele Brjanského frontu Jerjomenka, který nedokázal zastavit postup Guderianovy 2. tankové skupiny). Proto byl odvolán a v září t. r. se stal velitelem Záložního frontu. V říjnu roku 1941 byl pověřen „důležitým“ posláním: řízením slavnostní přehlídky Rudé armády v Moskvě k výročí VŘSR, poté se stal zmocněncem vrchního velitele sovětské armády pro výstavbu záložních jednotek. Během roku 1942 zastával funkce velitele severokavkazského strategického směru a (od května) Severokavkazského frontu; v lednu roku 1943 byl jmenován nominálním velitelem jezdectva Rudé armády.
Roku 1947 se stal náměstkem sovětského ministra zemědělství, přičemž měl na starosti obnovu chovu koní. V roce 1953 působil opět ve funkci inspektora jezdectva a roku 1954 byl jmenován náměstkem sovětského ministra obrany. V šedesátých a sedmdesátých letech se věnoval sepisování a vydávání svých pamětí.
Zemřel 26. října roku 1973 v Moskvě. Je pohřben v Moskvě u Kremelské zdi spolu s mnohými dalšími maršály Sovětského svazu.

## Vztah kjezdectvu

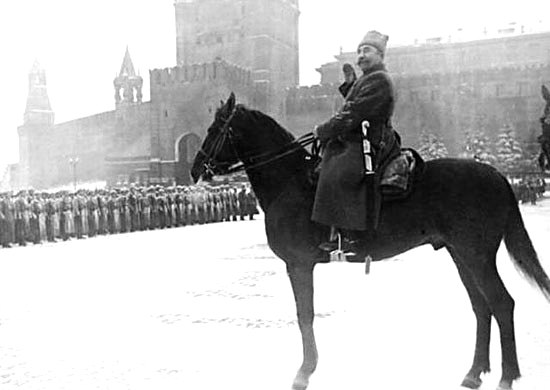
Buďonnyj na přehlídce říjnové revoluce v roce 1941

Je otázkou jestli skutečně v závěru jeho života došlo k tomuto známému dialogu, přesto odráží jeho velký vztah k jezdectvu po celý čas jeho života.
Novinář: „Jakou úlohu může mít jezdectvo v příští válce?“

Maršál Buďonnyj: „Rozhodující!“

## Bojová taktika rudé jízdy
Šlo o velmi hodného a přátelského člověka.[zdroj?] Po stránce taktické, vskutku génius jezdectva, zvláště proti „bílým kozákům“ v občanské válce, kdy z první jízdní armády učinil vpravdě „dragounskou armádu“, to jest rychlé přesuny koňmo a při styku s nepřítelem sesednout a vést boj palbou z pušek a kulometů. Pro rychlost střelby, rychlé nabíjení.[zdroj?] Proto byla jeho armáda přednostně vyzbrojována karabinami Mannlicher vz. 1895 a tačankami, lehkými bryčkami s ruským kulometem Maxim vz. 1910. Byly zavedeny kulometné eskadrony s těmito tačankami v hojném počtu, pro velikou rychlost přesunů, zaujetí palebného postavení a okamžitou připravenost k palbě. Tím byla nepřátelská jízda přinucena sesednout, jízdní útok tím pádem ztratil na intenzitě, jelikož kozáci byli neporazitelní „v sedle“ – se šavlí a píkou – zato však velmi špatně stříleli, a tudíž poté byli lehce poraženi. Zjištěno a vyslechnuto osobně na besedě ve Vlasiše u Moskvy (na osobní besedě se Semjonem Michajlovičem v roce 1956 s frekventanty vyšších akademických kursů VPA V. I. Lenina)

## Vyznamenání
- titul Georgijevského rytíře (nositel všech 4 georgijevských medailí a 4 georgijevských křížů)
- trojnásobný držitel titulu Hrdina Sovětského svazu
- osm Řádů Lenina
- šest Řádů rudého praporu
- Řád Suvorova 1. stupně
- ázerbájdžánský Řád rudého praporu
- mongolský Řád rudého praporu
- dva mongolské Řády Süchbátara
- uzbecký Řád rudého praporu práce